# Alcaligenaceae
Alcaligenaceae es una familia de bacterias del orden Burkholderiales. Fue descrito en el año 1986. Son bacterias gramnegativas, normalmente aerobias y en general móviles, aunque hay algunos géneros sin movilidad. Engloba bacterias tanto ambientales como patógenas. En esta familia se encuentra la bacteria altamente patógena Bordetella pertussis, causante de la tos ferina. 

## Taxonomía
Actualmente existen 34 géneros descritos con más de 100 especies:
- Achromobacter
- Advenella
- Alcaligenes
- Ampullimonas
- Allopusillimonas
- Azohydromonas
- Basilea
- Bordetella
- Brackiella
- Caenimicrobium
- Candidimonas
- Castellaniella
- Corticimicrobacter
- Derxia
- Eoetvoesiella
- Jezberella
- Kerstersia
- Mesopusillimonas
- Neopusillimonas
- Oligella
- Orrella
- Paenalcaligenes
- Paracandidimonas
- Paralcaligenes
- Parapusillimonas
- Parvibium
- Pelistega
- Pigmentiphaga
- Pollutimonas
- Pusillimonas
- Saccharedens
- Taylorella
- Verticiella
- Zwartia